# Distretto di Nirkh
Il distretto di Nirkh è un distretto dell'Afghanistan appartenente alla provincia del Vardak.